# Kvalitetsledning
Kvalitetsledning innebär tekniker och metoder för hur en organisation ska styra, leda och utveckla den genomgripande kvaliteten på sina aktiviteter. Dessa enskilda tekniker och metoder brukar oftast sammanfattas under konceptet kvalitetsteknik.
Ett känt övergripande hjälpverktyg för kvalitetsledning är ISO 9001, kravstandarden i ISO 9000-serien.